# Старый Мултан (роман)
Ста́рый Мулта́н (удм. Вуж Мултан) — роман Михаила Петрова, главное его произведение. Исторической основой произведения явились события Мултанского дела 1892—1896 годов.
Михаил Петров работал над романом около 20 лет, изучая историю описываемого процесса. 
На удмуртском языке книга увидела свет за год до смерти писателя — в 1954 году. В 1956-м труд всей жизни Михаила Петрова вышел на русском языке в издательстве «Советский писатель». Роман был переведён на чувашский, татарский, эстонский, французский и венгерский языки. 
В 60-е годы XX века появилась постановка по мотивам произведения.

## Сюжет
В конце XIX века в России состоялся судебный процесс о кровавом навете в мировой истории — группа крестьян-удмуртов из села Старый Мултан Малмыжского уезда Вятской губернии (ныне на этом месте расположено село Короленко Кизнерского района Удмуртской Республики) была обвинена в ритуальном убийстве — человеческом жертвоприношении языческим богам. В центре повествования романа, кроме мултанцев, видные просветители, юристы, ученые и писатели В. Г. Короленко, М. И. Дрягин, Н. П. Карабчевский, А. Ф. Кони и т.д. В. Г. Короленко привлекает к данному процессу внимание всей страны, выступает на суде в качестве защитника.

## Художественные особенности
Роман «Старый Мултан» рассказывает о трагическом периоде жизни удмуртов в конце XIX века, о Мултанском деле, названном Максимом Горьким "идиотским мракобесием самодержавной власти". Центральной темой романа является идея дружбы рабочих самых различных национальностей. Советские критики считали, что автору удалось отразить социально-экономические отношения того времени и процессы классового расслоения крестьянства, весь трагизм их положения и чистоту сердца, а также отсутствие моральных ценностей у представителей царской власти.

## Цитата
В книге М. П. Петрова «Старый Мултан» рассказывается о тяжёлом прошлом удмуртского народа, о «мултанском деле», спровоцированном царскими чиновниками для разжигания национальной розни между народами бывшей царской России.
— Анонс в книге «Старый Мултан», изданной в 1957 году

## Издания
- Вуж Мултан: Повесть. На удм. яз. — Ижевск: Удмурт. кн. изд-во, 1954. — 360 с.
- Старый Мултан: Роман. — М.: Советский писатель, 1956. — 420 с.; портр.
- Старый Мултан: Роман. [Пер. с удмурт. автора и А. Дмитриевой. Оформление Л. Васева]. — Ижевск: Удмурт. кн. изд-во, 1957. — 382 с.: ил., портр. — 15000 экз.
- Старый Мултан: Роман. [Пер. с удмурт. автора и А. Дмитриевой]. — Ижевск: Удмурт. кн. изд-во, 1958. — 386 с.: ил., портр.
- Собрание сочинений на рус. и удм. яз. Том 4: Старый Мултан: Роман. — 1962. — 384 с.
- Старый Мултан: Роман. [Пер. с удм. авт. и А. Дмитриевой; Иллюстрации И. А. Радыгин]. — Ижевск: Удмуртия, 1969. — 388 с.: ил.
- Старый Мултан: Роман. [Перевели с удм. авт. и А. Дмитриева; Иллюстрации Ю. Корнышев]. — Москва: Известия, 1973. — 414 с.: ил. (Б-ка "Дружбы народов")
- Старый Мултан: Роман. — Пер. с удм. авт. и А. Дмитриевой. — М.: Современник, 1980. — 400 с. (Б-ка Рос. романа)
- Старый Мултан: Роман. — Перевод с удм. автора и А. Дмитриевой. Предисловие Ф. Ермакова. — Устинов: Удмуртия, 1985. — 368 с.; 50 000 экз. (Библиотека удмуртского романа «Италмас»)
- Вуж Мултан: Роман. На удм. яз. — Устинов: Удмуртия, 1987. — 360 с. — 5000 экз. — (Школьная библиотека)[4]
- Старый Мултан: Роман. — Пер. с удм. А. Дмитриевой и автора. — М.: Современник, 1990. — 367 с. — ISBN 5-270-00904-8 (Б-ка лит. народов Поволжья и Приуралья)
- Старый Мултан: Роман: [Пер. с удмурт.] Вступ. ст. Ермакова Ф. К. — Ижевск: Удмуртия, 1995. — 358 с.; ил.; 10 000 экз. — ISBN 5-7659-0622-2 [Книга содержит фотоматериалы]

## Интересные факты
Сюжет романа Бориса Акунина «Пелагия и белый бульдог» разворачивается на фоне событий, списанных с Мултанского дела 1892-1896 годов.